# بيت الوالد (مسلسل)
بيت الوالد، مسلسل كويتي. وإنتج وعرض بعام 1998 وهو من تأليف مبارك الحشاش وإخراج عبد الرحمن الشايجي.

## الفنانين المشاركين بالعمل
- حياة الفهد.
- إبراهيم الصلال.
- أحمد مساعد.
- عبد العزيز المسلم.
- هبة سليمان.